# Денніс Юргенсен
Де́нніс Ю́ргенсен (дан. Dennis Jürgensen, нар. 3 лютого 1961, Копенгаген) — данський письменник.
У Данії Юргенсен один із найпопулярніших літераторів, що творять для дітей і юнацтва. Опитування 12-18-річних підлітків та юнаків показало, що 90 відсотків респондентів знали, хто він. Заснований 1992 року фан-клуб Юргенсена налічує близько тисячі членів.
Пише переважно для молоді, але, як він сам сказав, деякі з його книжок «мали б стояти на полиці для дорослих». Юргенсен творить у різноманітних жанрах, однак улюблені — це фентезі, наукова фантастика й література жахіть або ж поєднання цих трьох. У Юргенсеновому доробку є також детективи і реалістичні твори, зокрема про кохання.
Притаманна риса письменникових творів — це гумор. Якось один із Юргенсенових кумирів — Стівен Кінг, висловив своє заповітне бажання: нехай якийсь читач помре зі страху, прочитавши мою книжку. На те Юргенсен висловив своє заповітне бажання: нехай хтось, читаючи мою книжку в автобусі, регоче так, щоб усі пасажири на нього видивлялися.
Майбутній письменник народився і виріс у Бренсгеї, недалеко від Копенгагена (нині живе в Редовре). Мав відмінні оцінки з усіх предметів, крім данської мови, в Іслевській школі, яку закінчив 1978 року. Здобувши атестат, мандрував, писав літературні твори й безуспішно надсилав їх різним видавцям. Влітку 1981 року данський письменник Крістіан Теллеруп, власник видавництва «Forlaget Tellerup», зацікавився Юргенсеновим молодіжним романом «Кохання з першого гикання» (Kærlighed ved første hik) й восени того ж року опублікував його. Дотепний, забарвлений гумором твір здобув велику популярність і відтоді був перевиданий двадцять разів. Згідно з дослідженням 1999 року, його прочитало понад 600 000 осіб. Цього ж року «Кохання з першого гикання» екранізовано, й кінофільм мав значний успіх у Данії.
З тих пір Юргенсен надрукував у цьому видавництві понад п'ятдесят творів. Крім романів, повістей та оповідань, він написав сценарії до чотирьох художніх фільмів: Sidste time, Mørkeleg, Kærlighed ved første hik та Bag det stille ydre. Також опублікував низку статей на тематику кінематографу.
Денніс Юргенсен не часто спілкується з представниками засобів масової інформації. 22 серпня 2014 року він був гостем на передачі Syvkabalen радіо Radio24Syv і відверто розповів про себе як автора і про мотиви своєї творчості.

## Твори

### Окремі видання
- Kærlighed ved første hik (1981) — «Кохання з першого гикання»
- Er du blød, mand? (1982) — «Чи ти здурів, чоловіче?»
- Djævelens hule (1983) (1996) — «Дияволова печера»
- Jord i hovedet (1984) — «Земля в голові»
- Grønne øjne (1985) (1995) (2002) — «Зелені очі»
- Flyskræk (1986) — «Боязнь лету»
- Gargoylens gåde (1986) — «Загадка гаргульї»
- Stormesteren (1987) — «Повелитель бур»
- Midnatstimen (1989) — «Опівнічна година»
- Dystopia (1990) (2008) — «Дистопія»
- Jeg, en nørd (1990) — «Я, розумник-товчій»
- Snevampyren (1991) — «Сніговий упир»
- Sorte Ragn rider igen (1991) — «Чорний Рагн знову їде»
- Kadavermarch (1991) (2001) (2010) — «Марш трупів»
- Mirakler udføres (1992) — «Здійснені дива»
- Benny og Brian med ketchup og sennep (1993) — «Бенні і Браян з кетчупом та гірчицею»
- Relief (1993) — «Рельєф»
- Måske (1994) — «Можливо»
- Ikke en fjer bedre (1995) — «Ані на крихту не краще»
- Sidste time (1995) — «Остання година»
- Mørkeleg (1996) — «Темна гра»
- Benny og Brian møder den sorte julemand (1996) — «Бенні і Браян зустрічають чорного Санта-Клауса»
- Et Grimm't eventyr (1997) — «Казка братів Гріммів»
- Hår(d) (1999) (2010) — «Волос»
- Maskiner sanser ikke hud (2000) — «Машини не відчувають шкіри»
- De kom fra blodsumpen 2 (med Patrick Leis) (2001) — «Вони прийшли з Кривавого Болота — 2»
- Kadaverjagt (2006) (2010) — «Полювання на мерців»
- Dødens mange facetter (2009) — «Багато граней смерті»
- Tunnelmanden (2010) — «Тунельний чоловік»
- Kælderkrigerne (2010) — «Підвальні воїни»
- Mand uden ansigt (2021) — «Людина без обличчя»

### Серії
Серія про Фредді

У серії йдеться про 11-річного Фредді і про його дружбу з гуртом монстрів, які в робочий час правлять за воскові фігури в кімнаті страхіть місцевого музею.
1. Balladen om den forsvundne mumie (1982) — «Балада про зниклу мумію»
2. Brædder til Draculas kiste (1983) — «Дошки для Дракулиної домовини»
3. Bøvsedragens hemmelighed (1984) — «Таємниця Дракона відрижки»
4. Blodspor i Transsylvanien (1986) — «Криваві сліди в Трансильванії»
5. Bøvl med bandagerne (1988) — «Клопіт з бинтами»

Фредді та його родина фігурують також в інших творах. Він — головний герой «Снігового упиря», а тітонька Моллі діє в «Темній грі».
На основі цієї серії створено комікси:
- Slim kasketten — «Слизовий кашкет»
- Slim nr. 7 — «Слиз № 7»
- Slim nr. 9 — «Слиз № 9»

Хроніки з Квелю

У серії йдеться про дітей — Арнольда і Катаріну, та про їхню боротьбу за виживання з вампіром-демоном на ім'я Осколкум Черепум. Він прагнув стати безсмертним, а щоб здійснити цю мрію, треба було розтрощити черепи дітям. Під час дивовижної мандрівки у Квелі, царстві вампірів-демонів, Арнольд і Катаріна шукають союзників, щоб спекатися Осколкума Черепума й порятуватися.
1. Knusum Kranikum (1988) — «Осколкум Черепум»
2. Vampyrtroldene (1988) — «Упирі-тролі»
3. Æzurvin slår til (1988) — «Лазурне вино б'є в голову»
4. Heksens ansigt (1990) — «Відьмине обличчя»
5. Lusingandos fælde (1990) — «Пастка люзингандо»

Серію перевидано у 2010 році з ілюстраціями Бента Гольма. Крім того, текст доповнено й відредаговано — відповідно до вимог часу.
Чорне страхіття

Цикл «Чорне страхіття» складається з фактично розрізнених чотирьох книжок. Поєднує їх щось темне й страхітливе, яке лякає, переслідує і вбиває головних та другорядних персонажів. Спільна риса всіх цих творів — незбагненні сили, що криються в пітьмі.
- Tingen i cellen (1992) — «Річ у камері»
- Monstret i kælderen (1993) — «Потвора в погребі»
- Uhyret i brønden (1998) — «Чудовисько в криниці»
- Dæmonen i hælene (2007) — «Демон назирці»

Міфологія Ктулху

В «Оселях вішальників» і «Гикалі» описано діяльність приватного детектива Гаррі Нортона та його молодої помічниці, багачевої дочки Тіппі Тьюліп, і їхні небезпечні сутички з фанатичними сектантами й надприродними істотами.
1. De hængte mænds hus (1997) — «Оселі вішальників»
2. Gylperen (1999) — «Гикало»

Слуги сну

У серії «Слуги сну» читач ознайомлюється з детективами, що діють у паралельних світах, драконами, лукавими істотами і зрадливими піратами. Постають провалля між Землею й навколишніми світами інших вимірів. Армія чужопланетян рухається до Землі, щоб завоювати її. Міранда, Алекс і Габрієлла з допомогою своїх помічників — слуг сну, мають дізнатися, як зупинити цю навалу. Перед ними стоїть не менш важливе завдання — побороти незлагоду й прагнення верховодити у своїх власних лавах.
1. Evighedens port (2002) — «Брама вічності»
2. Mandators kappe (2004) — «Мантія довірителя»
3. Ondskabens dimension (2004) — «Вимір зла»
4. Den Gyldne By (2006) — «Золоте місто»

Низка привидів

У «Низці привидів» чотири головні герої — Абсалон, Каспер, Таня і Патриція. Ці діти стараються витлумачити події та випадки нібито паранормального походження. Абсалон вважає, що все поясняюється в раціональний спосіб, тоді як його друзі схильні до інших пояснень.
1. Sagen om de japanske dræbergardiner (2003) — «Випадок із японськими вбивчими гардинами»
2. Sagen om det blodige vampyrtrick (2004) — «Випадок із кривавим трюком упирів»
3. Sagen om ugledrengens afklippede klo (2007) — «Випадок із відтятим кігтем совеняти»
4. Sagen om det galoperende maleri (2008) — «Випадок із малюванням нашвидкуруч»
5. Sagen om den brændende klovn (2008) — «Випадок із горючим клоуном»

Детективи про Роланна Тріля

Книжки цієї серії написано в дусі детективних романів Май Шевалль і Пера Валее. У вільний час співробітник копенгагенської кримінальної поліції Роланн Тріль розслідує випадок, коли вбили його дружину й травмували доньку в їхній оселі. У кожному з цих трьох творів ідеться про різні злочини, що їх розплутують Тріль і його підвладні, але серія становить одне ціле завдяки червоній нитці — особистій трагедії Тріля. На відміну від більшості Юргенсенових творів, ці три призначено тільки для дорослих читачів.
1. Løbende Tjener (2014) — «Слуга-бігун»
2. Dansende Røde Bjørne (2015) — «Червоні ведмеді-танцюристи»
3. Hviskende Lig (2016) — «Мрець-шепотун»
4. Marcherende Myrer (2017) — «Мурахи в поході»
5. Eksploderende Skadedyr (2018) — «Вибухові шкідники»
6. Faldende Masker (2019) — «Спадні маски»